# Wilhelm Eduard Albrecht
Pour les articles homonymes, voir Albrecht.
Wilhelm Eduard Albrecht, né le 4 mars 1800 à Elbing (province de Prusse-Occidentale, royaume de Prusse) et mort le 22 mai 1876 à Leipzig (royaume de Saxe), est un juriste prussien.